# Onosma conferta
Onosma conferta là loài thực vật có hoa trong họ Mồ hôi. Loài này được W.W. Sm. mô tả khoa học đầu tiên năm 1913.